# Frances Hardinge
Frances Hardinge född 1973, är en brittisk författare mest känd för sin roman Fly by Night som 2006 vann Branford Boase Award. Hon har också varit nominerad och fått ta emot ett antal andra priser för både sina romaner men även för en del noveller.
Hardinge föddes och växte upp i Kent. Hon studerade engelska vid Oxfords universitet (Somerville College).

### Utgivet på svenska
- Mosca Mye och de bannlysta böckerna 2007. Bonnier Carlsen. Översättning av Ylva Spångberg. (Originaltitel Fly By Night)
- Lögnernas träd 2017. B Wahlströms förlag. Översättning av Ylva Kempe. (Originaltitel The Lie Tree)
- Gökungen 2018. B Wahlströms förlag. Översättning av Ylva Kempe. (Originaltitel Cuckoo Song)
- Önskebrunnen 2019. B Wahlströms förlag. Översättning av Ylva Kempe. (Originaltitel Verdigris Deep)
- De dödas skuggor 2020. B Wahlströms förlag. Översättning av Ylva Kempe. (Originaltitel A Skinful of Shadows)

## Priser och utmärkelser
- Branford Boase Award 2006 för Fly By Night